# Shahrestān di Sarvabad
Lo shahrestān di Sarvabad (farsi شهرستان سروآباد) è uno dei 10 shahrestān della Provincia del Kurdistan, il capoluogo è Sarvabad. Lo shahrestān è suddiviso in 2 circoscrizioni (bakhsh): 
- Centrale (بخش مرکزی)
- Avaraman (بخش اورامان)